# Can Llong
Can Llong és un dels 32 barris de Sabadell, situat al nord-oest, al Districte 4.
Can Llong és un dels barris més nous de la ciutat. Ocupa 642.700 m2 d'antics terrenys de conreu que van ser qualificats com a zona residencial en el Pla General de Sabadell de l'any 1993. El punt de referència del barri és la plaça de Lisboa i la ronda d'Europa, que comunica els barris de Can Rull i Ca n'Oriac. Aquestes vies són el centre de la vida social del barri, amb àmplies voreres arbrades, plantes baixes comercials i amb equipaments com dues escoles i la masia de Can Llong. Altres equipaments importants per a la ciutat i per al barri són les noves instal·lacions del Club Natació Sabadell, ja en funcionament, i la futura estació de la Renfe. El barri té àmplies zones arbrades, com el parc de les Aigües, el torrent de la Romeua i el parc d'Odessa, i places com les de Lisboa, Moscou i Granollers.